# Lisbon Maru
SS „Lisbon Maru” – japoński statek pasażersko-towarowy, należący do linii żeglugowej Nippon Yūsen Kaisha, oddany do służby w 1920 roku.
W okresie międzywojennym jednostka kursowała na trasie Jokohama – Nowy Jork. Pod koniec 1941 roku została przejęta przez Cesarską Armię Japońską. Podczas wojny na Pacyfiku pełniła funkcję statku transportowego. 1 października 1942 roku „Lisbon Maru” został storpedowany na Morzu Południowochińskim przez amerykański okręt podwodny USS „Grouper”, w konsekwencji czego zatonął następnego dnia. Statek przewoził wtedy 1816 brytyjskich jeńców wojennych, spośród których ponad 800 poniosło śmierć.
„Lisbon Maru” jest zaliczany do grona tzw. piekielnych statków.

## Dane techniczne
„Lisbon Maru” był statkiem pasażersko-towarowym o długości 135,6 metrów, szerokości 17,6 metrów i zanurzeniu 10,3 metrów (wg innych źródeł – 8,2 metrów). Jego pojemność wynosiła 7053 BRT.
Statek był wyposażony w dwie śruby, a jego napęd stanowiły dwie maszyny parowe potrójnego rozprężania o łącznej mocy 632 NHP. Prędkość wynosiła 12 węzłów. Załoga liczyła 65 osób.

## Historia

### Budowa
Budowę statku rozpoczęto 15 października 1919 roku w stoczni Yokohama Dock Company w Jokohamie, na zamówienie linii żeglugowych Nippon Yūsen Kaisha. Kadłub zwodowano 31 maja 1920 roku .
Statek wszedł do służby 8 lipca 1920 roku . Formalnie jego portem macierzystym było Tokio.

### Przebieg służby
W latach 1920–1941 „Lisbon Maru” pozostawał własnością linii NYK. W tym okresie obsługiwał trasę Jokohama – Nowy Jork, przewożąc towary oraz pasażerów .
W listopadzie 1941 roku, na krótko przed wybuchem wojny na Pacyfiku, został przejęty przez Cesarską Armię Japońską. Był odtąd wykorzystywany do transportu żołnierzy i materiałów wojennych .
W grudniu 1941 roku wziął udział w inwazji na Filipiny. Następnie pełnił służbę konwojową na Morzu Południowochińskim. 2 lutego 1942 roku, wychodząc z portu Mako na Peskadorach wszedł na japońską minę, co spowodowało ciężkie uszkodzenia oraz śmierć lub zranienie 19 osób. Zagrożony zatonięciem statek musiał zostać wyrzucony na brzeg. Pod koniec marca, po dokonaniu prowizorycznych napraw, został ponownie zwodowany. W maju odholowano go do Hongkongu, a stamtąd do Singapuru, gdzie jego remont trwał do września .
Po zakończeniu remontu udał się w rejs na Guadalcanal, skąd następnie powrócił do Hongkongu . 

### Zatopienie

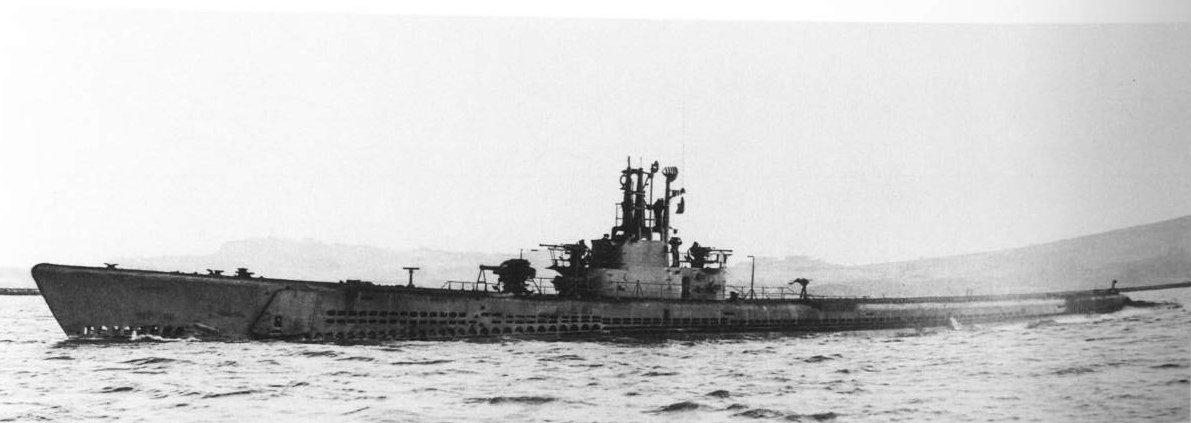
USS „Grouper”

25 września 1942 roku z obozu jenieckiego w Sham Shui Po na półwyspie Koulun wyprowadzono 1816 brytyjskich jeńców wojennych. W porcie w Hongkongu zostali oni zaokrętowani na „Lisbon Maru” . W dziobowej ładowni nr 1 rozlokowano 379 jeńców, głównie z personelu Royal Navy. W środkowej ładowni nr 2 znalazło się ponad tysiąc jeńców, w tym 373 żołnierzy 2. batalionu pułku Royal Scots oraz 366 żołnierzy 1. batalionu pułku Middlesex. W rufowej ładowni nr 3 umieszczono natomiast 380 żołnierzy Royal Artillery. Obok brytyjskich jeńców na statku znalazło się także 25 strażników oraz 778 żołnierzy japońskich wojsk regularnych.
27 września „Lisbon Maru” wypłynął z Hongkongu, obierając kurs na Wyspy Japońskie. Pierwsze cztery dni rejsu minęły bez większych incydentów. W ładowniach, w których rozmieszczono jeńców, panował tak duży ścisk, że mogli oni spać jedynie w trybie zmianowym. Niemniej pozwalano im wychodzić na pokład w celu skorzystania z prowizorycznych latryn. Zaopatrzenie w wodę pitną było wystarczające (aczkolwiek brakowało wody do mycia), a wyżywienie – jak na warunki panujące zwykle w japońskiej niewoli – było wręcz ponadstandardowo dobre.
1 października około godziny 4:00 ranem płynący z prędkością ośmiu węzłów „Lisbon Maru” został dostrzeżony przez amerykański okręt podwodny USS „Grouper”, który odbywał patrol na Morzu Południowochińskim. Przez blisko trzy godziny amerykańska jednostka śledziła japoński statek, usiłując zająć dogodną pozycję do ataku. W pewnym momencie „Lisbon Maru” zmienił kurs i zaczął oddalać się od „Groupera”. W rezultacie o godzinie 7:04 amerykański okręt wystrzelił doń trzy znane z zawodności torpedy Mark XIV. Żadna nie dosięgła celu, a nieświadomy zagrożenia statek kontynuował rejs. Dowódca amerykańskiej jednostki kmdr por. Rob R. McGregor rozkazał więc odpalić czwartą torpedę, tym razem uzyskując trafienie. Z uszkodzonego statku prawdopodobnie dostrzeżono peryskop „Groupera”, gdyż otworzono w jego kierunku ogień z działek małokalibrowych. Amerykanie wystrzelili jeszcze dwie torpedy (o 8:45 i 9:38), ponownie nie uzyskując jednak żadnego trafienia. Pojawienie się japońskiego samolotu zmusiło okręt podwodny do alarmowego zanurzenia. Gdy po pewnym czasie „Grouper” wysunął swój peryskop, „Lisbon Maru” zniknął z pola widzenia.
Żaden z jeńców nie doznał uszczerbku na skutek eksplozji torpedy. Trafiła ona w bunkier węglowy na sterburcie, powodując przechył oraz awarię maszyn i sieci elektrycznej. Niemal natychmiast po storpedowaniu statku Japończycy zasłonili włazy do wszystkich ładowni za pomocą brezentowych płacht. Jeńcom zabroniono wychodzić na pokład, nawet w celu skorzystania z latryny. W drugiej połowie dnia na pomoc „Lisbon Maru” przypłynęły niszczyciel „Kuri” oraz frachtowiec „Toyokuni Maru”. Gdy nie udało się ponownie uruchomić maszyn, zapadła decyzja o przeniesieniu japońskich żołnierzy na „Toyokuni Maru” i odholowaniu uszkodzonego statku bliżej wybrzeży Chin. Dowodzący jenieckim kontyngentem por. Hideo Wada zdecydował jednocześnie, że Brytyjczycy pozostaną zamknięci w ładowniach, gdyż jego zdaniem 25 strażników nie byłoby w stanie zapanować nad 1816 jeńcami. Dowódca statku Shigeru Kyoda zaprotestował, wskazując, że w ładowniach brakuje odpowiedniej wentylacji, a nagłe zatonięcie statku mogłoby spowodować liczne ofiary. Nie zdołał jednak skłonić Wady do zmiany decyzji. W związku z ewakuacją japońskich żołnierzy ze statku zabrano wszystkie cztery szalupy ratunkowe oraz wszystkie lub zdecydowaną większość spośród sześciu tratw ratunkowych.
Tymczasem sytuacja w ładowniach gwałtownie się pogarszała. Racje wody i żywności szybko uległy wyczerpaniu, a upał i zamknięcie włazów spowodowały, że jeńcom zaczęło brakować powietrza. Zaduch i warunki sanitarne pogarszał fakt, że wielu jeńców cierpiało na dyzenterię lub inne choroby układu pokarmowego. W nocy do ładowni nr 3 zaczęła stopniowo wdzierać się woda. Jeńcy usiłowali opanować sytuację przy użyciu ręcznej pompy, jednakże brak powietrza oraz osłabienie spowodowane głodem i pragnieniem sprawiały, że obsługa musiała się zmieniać po wykonaniu zaledwie sześciu ruchów, gdyż w innym wypadku groziłoby jej omdlenie. Po pewnym czasie jeńcy nie byli już w stanie obsługiwać pompy. Japończycy nie wykazywali żadnego zainteresowania losem jeńców. W odpowiedzi na prośby o dostarczenie wody tłumacz Genichiro Niimori spuścił do ładowni wiadro wypełnione uryną. Tej nocy w ładowniach zmarło kilku jeńców.
Nad ranem 2 października stało się jasne, że „Lisbon Maru” wkrótce zatonie. Ewakuowano całą załogę oraz większość strażników. Jeńców pozostawiono jednak w ładowniach, a na pokładzie pozostało pięciu strażników. Prośba kapitana o zgodę na ewakuację wszystkich przebywających na statku osób ponownie została odrzucona. W międzyczasie ppłk H. W. M. Stewart z pułku Middlesex, który był najstarszym rangą z jeńców, postanowił wysłać na pokład delegację w celu podjęcia pertraktacji z Japończykami. Brezentową płachtę, która zasłaniała jeden z włazów, rozcięto przy pomocy noża, po czym porucznicy Howell i Potter w towarzystwie jednego lub dwóch jeńców znających język japoński, wydostali się na pokład. Na ten widok strażnicy otworzyli jednak ogień, śmiertelnie raniąc Pottera i raniąc jednego lub dwóch żołnierzy niższych rang. Oddali także kilka strzałów na oślep w głąb ładowni, zabijając jednego z jeńców i raniąc drugiego.
Niedługo po tym incydencie „Lisbon Maru” zaczął tonąć. Jeńcy nie czekając na pozwolenie Japończyków, zaczęli wspinać się na pokład i skakać za burtę. Pozostający jeszcze na statku strażnicy otworzyli do nich ogień z karabinów, lecz posiadający zdecydowaną przewagę liczebną Brytyjczycy wkrótce ich rozbroili i – prawdopodobnie – wyrzucili za burtę. Dzięki temu, że rufa osiadła na dnie relatywnie płytkich w tym miejscu wód przybrzeżnych, statek tonął przez blisko godzinę, co dało jeńcom czas na ucieczkę. Niemniej wielu Brytyjczyków nie zdołało wydostać się na czas z ładowni nr 3 i utonęło, gdy wdarła się do niej woda. Na miejsce katastrofy przypłynęły japońskie okręty, jednakże marynarze pozwalali wspiąć się na pokład jedynie japońskim rozbitkom, a jeńców strącali z powrotem do morza. Japończycy zapewne zamierzali pozostawić jeńców na śmierć, jednakże w pewnym momencie na miejscu katastrofy pojawiły się chińskie łodzie rybackie, które zaczęły podejmować Brytyjczyków z morza. W dodatku wielu jeńców zdołało dopłynąć do leżących w pobliżu wysp Zhoushan, gdzie miejscowa ludność udzieliła im pomocy. Zdawszy sobie sprawę, że w obecności tak wielu świadków nie będą mogli utrzymać swoich działań w tajemnicy, Japończycy przystąpili do ratowania rozbitków. Następnego dnia wysłali także swoje okręty na wyspy Zhoushan, które odnalazły niemal wszystkich spośród około dwustu znajdujących się tam jeńców.
Ocalałych zabrano do Szanghaju. Jeńców, spośród których wielu straciło ubrania, trzymano pod gołym niebem w portowych dokach, niektórych nawet przez trzy dni. W tym czasie byli bici i głodzeni. Gdy 5 października zorganizowano zbiórkę, doliczono się jedynie 971 jeńców. Trzydziestu pięciu, którzy znajdowali się w najcięższym stanie, pozostawiono w Szanghaju. Pozostałych 936 zabrano do Japonii na pokładzie statku „Shinsei Maru” (pięciu zmarło w trakcie rejsu). Trzech Brytyjczyków zostało ukrytych przez naczelnika wioski z Zhoushan, który następnie pomógł im przedostać się na nieokupowane przez Japończyków obszary Chin. Tym samym z obliczeń Gregory’ego F. Michno wynika, że zatopienie „Lisbon Maru” spowodowało śmierć 842 jeńców. Zginęło również trzech japońskich żołnierzy .
W innych źródłach można znaleźć odmienne szacunki. W brytyjskich raportach, które sporządzono krótko po kapitulacji Japonii, liczbę ofiar zatonięcia „Lisbon Maru” oszacowano na 839 osób. Lord Russell of Liverpool podaje, że 970 jeńców zostało uratowanych przez Japończyków, sześciu przez chińskich rybaków, a 840 poniosło śmierć. Bob Hackett podaje, że zginęło 826 jeńców, a sześciu lub siedmiu zostało uratowanych przez Chińczyków . Raymond Lamont-Brown szacował liczbę ofiar na 834, a Van Waterford – na 845 lub 846. Na stronie internetowej pułku Royal Scots mowa jest z kolei o 843 ofiarach, w tym 183 żołnierzach tego pułku.
Fakt zatopienia „Lisbon Maru” przez amerykański okręt podwodny został wykorzystany przez japońską propagandę. Radio Tokio przeprowadziło nawet serię krótkich wywiadów z ocalałymi jeńcami.
„Lisbon Maru” zaliczany jest do grona japońskich „piekielnych statków” (ang. Hellships).

### Powojenne procesy
28 sierpnia 1946 roku przed brytyjskim trybunałem wojskowym w Hongkongu rozpoczął się proces Genichiro Niimoriego. Był on cywilem służącym przy japońskiej armii w charakterze tłumacza, który dał się poznać brutalności i bezwzględnego stosunku wobec alianckich jeńców – zarówno w obozach jenieckich, jak i na statkach „Lisbon Maru” i „Tozan Maru”. Wyrokiem z 1 października 1946 roku został uznany winnym większości stawianych mu zarzutów. Między innymi uznano go współwinnym złego traktowania jeńców na „Lisbon Maru”, w tym zamknięcia ich w ładowniach po amerykańskim ataku, a także winnym złego traktowania i bicia rozbitków podczas ich pobytu w Szanghaju. Skazano go na karę 15 lat pozbawienia wolności.
23 października 1946 roku brytyjskim trybunałem w Hongkongu rozpoczął się proces Shigeru Kyody – dowódcy „Lisbon Maru”. Oskarżono go o zamkniecie włazów do ładowni po storpedowaniu statku i doprowadzenie w ten sposób do śmierci wielu jeńców, a także o niezapewnienie jeńcom odpowiedniej liczby szalup i kamizelek ratunkowych. Wyrokiem z 29 listopada 1946 roku został uznany częściowo winnym pierwszego z zarzutów i skazany na karę 7 lat pozbawienia wolności.

### Pamięć
Porucznik H.M. Howell, który wydostał się na pokład, aby pertraktować z Japończykami, a później jako jeden z pierwszych dopłynął do wysp Zhoushan, skłaniając miejscowych rybaków do wyruszenia na pomoc rozbitkom, został po wojnie odznaczony Medalem Imperium Brytyjskiego. To samo odznaczenia otrzymał por. Norman Brownlow, który wyróżnił się podczas ewakuacji jeńców z tonącego statku.
W lutym 1949 roku brytyjski gubernator Hongkongu Alexander Grantham ofiarował mieszkańcom Zhoushan motorową łódź rybacką oraz pewne kwoty pieniężne jako dowód wdzięczności za pomoc udzieloną rozbitkom z „Lisbon Maru”.
Nazwiska jeńców, którzy zginęli na „Lisbon Maru”, wyryto na tablicach znajdujących się przy bramie cmentarza wojennego Sai Wan w Hongkongu.
3 października 2021 roku na terenie National Memorial Arboretum w brytyjskim Alrewas odsłonięto tablicę upamiętniającą jeńców, którzy zginęli na „Lisbon Maru”.
Nazwę „Lisbon Maru” nosi jeden z utworów brytyjskiego zespołu Fuck Buttons tworzącego muzykę elektroniczną. Utwór znalazł się na ich płycie „Tarot Sport” z 2009 roku.